# Região Geográfica Intermediária de Itumbiara
A Região Geográfica Intermediária de Itumbiara é uma das seis regiões intermediárias do estado brasileiro de Goiás e uma das 134 regiões intermediárias do Brasil, criadas pelo Instituto Brasileiro de Geografia e Estatística (IBGE) em 2017. É composta por 22 municípios, distribuídos em três regiões geográficas imediatas.
Sua população total estimada em 2017 pelo Instituto Brasileiro de Geografia e Estatística (IBGE) é de 411 477 de habitantes, distribuídos em uma área total de 22 559,922 km².
Itumbiara é o município mais populoso da região intermediária, com 103 652 habitantes, de acordo com estimativas de 2018 do Instituto Brasileiro de Geografia e Estatística (IBGE).

## Regiões geográficas imediatas
| Região geográfica imediata | Municípios                                                                                        | População Estimativa 2018 | Área (km²) |
| -------------------------- | ------------------------------------------------------------------------------------------------- | ------------------------- | ---------- |
| Itumbiara                  | Aloândia Bom Jesus de Goiás Buriti Alegre Cachoeira Dourada Goiatuba Itumbiara Joviânia Panamá    | 191 953                   | 8 737,939  |
| Caldas Novas-Morrinhos     | Água Limpa Caldas Novas Corumbaíba Marzagão Morrinhos Rio Quente                                  | 152 843                   | 7 257,077  |
| Piracanjuba                | Cristianópolis Cromínia Edealina Mairipotaba Piracanjuba Pontalina Professor Jamil Vicentinópolis | 66 681                    | 6 564,906  |
| Total                      | 22                                                                                                | 411 477                   | 22 559,922 |